# Copa de la Liga Segunda División
La Copa de la Liga Segunda División (it. Coppa della Liga Segunda División) era un trofeo calcistico spagnolo. Seguendo lo schema e i regolamenti della Coppa della Liga, questa manifestazione venne disputata da club di seconda divisione. A contendersi il trofeo furono club prestigiosi come il Deportivo la Coruña, lontani dalla Liga in quegli anni, o squadre riserve di altrettanto prestigiosi Club, come nel caso dell'Atlético Madrid B.

## Albo d'oro
| Stagione | Vincitore         | Risultato | Finalista           |
| -------- | ----------------- | --------- | ------------------- |
| 1983     | Atlético Madrid B | 3-1, 0-1  | Deportivo La Coruña |
| 1984     | Castellón         | 3-1, 1-1  | Las Palmas          |
| 1985     | Real Oviedo       | 1-0, 1-1  | Atlético Madrid B   |
| 1986     | Rayo Vallecano    | 3-0, 7-1  | Maiorca             |